# Ebenezer Ofori
Ebenezer Ofori (Kumasi, 1º luglio 1995) è un calciatore ghanese, centrocampista svincolato.

## Caratteristiche tecniche
All'inizio della sua parentesi svedese era utilizzato soprattutto come centrocampista esterno, in grado di giocare all'occorrenza anche in difesa come terzino. Nella stagione 2015 è stato schierato stabilmente come centrale di centrocampo, in una zona in cui era già solito giocare in passato. Il suo piede preferito è il sinistro.

## Carriera

### Club
È stato ingaggiato dall'AIK nel luglio 2013, pochi giorni dopo il termine del Mondiale Under-20 di quell'anno, chiuso al terzo posto da Ofori e dalla sua nazionale di categoria.
Il debutto ufficiale con la formazione svedese è avvenuto il 22 agosto 2013 in coppa contro il Sandvikens IF. Il primo gol per l'AIK è arrivato il 26 ottobre 2014 in una partita casalinga contro l'Åtvidaberg, grazie a un diagonale da fuori area. Nel febbraio 2015 ha prolungato la durata del suo contratto, portandolo da fine 2016 a fine 2017. A fine stagione viene premiato come miglior centrocampista dell'Allsvenskan 2015.
Nell'ultimo giorno della sessione di mercato del gennaio 2017, Ofori è passato dall'AIK allo Stoccarda per una cifra che secondo i media svedesi si aggirerebbe intorno al milione e mezzo di euro. In questa restante parte di stagione Ofori ha collezionato 9 presenze, con lo Stoccarda che ha centrato il ritorno in Bundesliga.
Il 21 febbraio 2018 è stato ceduto in prestito con diritto di riscatto al New York City, accordo che nel gennaio seguente è stato poi rinnovato anche per un secondo anno sempre con la formula del prestito.
Nel gennaio 2020, il giocatore è stato riacquistato dall'AIK, tornando dunque a vestire la maglia nerogialla dopo i tre anni e mezzo trascorsi fra il 2013 e il 2016. Ha firmato un contratto quadriennale valido fino al 31 dicembre 2023. A differenza della precedente parentesi in nerogiallo, tuttavia, Ofori è stato utilizzato molto di meno, specialmente sotto la guida tecnica del nuovo allenatore Bartosz Grzelak che nel luglio 2020 era subentrato a Rikard Norling. Nel corso della stagione 2021, per esempio, su 16 presenze è partito titolare solo in 4 occasioni, mentre altre volte è rimasto seduto in panchina per tutti i 90 minuti.
Al fine di ritrovare spazio, nel gennaio 2022 è stato girato in prestito ai danesi del Vejle fino al successivo 30 giugno attraverso un prestito che prevedeva anche un'opzione di acquisto, poi effettivamente esercitata.

### Nazionale
Dopo la conquista della medaglia di bronzo al Mondiale Under-20 del 2013, Ofori è stato convocato per la prima volta nella Nazionale maggiore ghanese in occasione della Coppa d'Africa 2017.

## Palmarès

### Club

#### Competizioni nazionali
- Campionato tedesco di seconda divisione: 1

Stoccarda: 2016-2017
- 1. Division: 1

Vejle: 2022-2023